# 让-巴蒂斯特·齐扎特

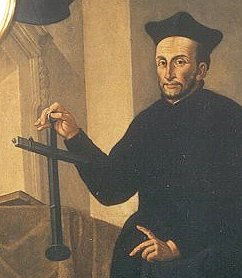
手握直角十字杆的让-巴蒂斯特·齐扎特

让-巴蒂斯特·齐扎特（法語：Jean-Baptiste Cysat，约1587年—1657年3月17日）是一位瑞士天主教数学家暨天文学家，月球上的齐萨杜斯陨石坑就是以他的名字命名的。 

## 早期生活
1587年他出生在瑞士中部的卢塞恩，是伦瓦德·齐扎特（Renward Cysat，1545年–1614年）14个孩子中的第8位。伦瓦德自1575年来就为卢塞恩市议员。1586年，他出版了欧洲第一本有关日本的书籍-《日本列岛和王国》（Von den Japanischen Inseln und Königreichen）。
1604年，齐扎特加入天主教，1611年3月成为英戈尔施塔特耶稣学院（Jesuit College of Ingolstadt）的一名神学学生。在那里他遇到了克里斯托弗·沙伊纳，他协助后者观测到了太阳黑子，他俩的这一发现后来成为伽利略与沙伊纳争论的焦点（谁先看到了太阳黑子）。
1618年，齐扎特被任命为因戈尔施塔特大学数学教授，接替沙伊纳的这一职位，从而，让他更进一步关注天文学问题。齐扎特也成为了使用新研制望远镜的第一人。

## 齐扎特与彗星
齐扎特最重要的工作是对彗星的研究，他观察过1618年的彗星，并于1619年发表了一本名为《位置、运动和星等的天文数学以及1618年底和1619年初彗星在天空中闪烁的原因》的彗星专著。
根据齐扎特的观点，彗星环绕太阳运转，他证明了在同一时间，彗星轨道为抛物线，而非圆形。他对彗星特征的观察非常详细。
齐扎特第一次通过所看到的大量细节对彗核进行了描述，并能追踪一颗彗星从固体状慧核变成布满微型凹坑的整个过程。他绘制的彗核图，被其他人用于地图中。他对彗星的观察非常仔细，以至于在1804年仍被认为是一位出色的观测者。他的研究还包括对猎户座大星云的观测（有时，可能错误地认为是他所发现），他曾将它与彗星的特性作过比较。
由于齐扎特的书籍是由一位女性—伊丽莎白·安格玛（Elizabeth Angermar）所印刷.，因此非常精致。在十七世纪，印刷行会的规定有时允许寡妇和女儿可接管丈夫或父亲的生意。

## 其它工作
齐扎特观察了1620年的月全食，1624年至1627年出任过卢塞恩耶稣大学校长。1627年在西班牙逗留期间，曾在耶稣会马德里皇家学院教过书，1630年他回到因戈尔施塔特。1637年和1646年先后在因斯布鲁克和艾希施泰特担任过教区首席神父。
约翰内斯·开普勒曾到因戈尔施塔特拜访过齐扎特，但是他们之间的通信只有一封日期为1621年2月23日的信件。1631年11月7日，齐扎特观察了开普勒所预测的水星凌日。
后来，齐扎特回到家乡卢塞恩，1657年3月17日他在那里去世。

## 另请参阅
- 耶稣会科学家名列表
- 罗马天主教科学家教士列表

## 备注
- （德文） 库尔特·朔伊雷尔-  关于因戈尔施塔特历史的资料集: 让-巴蒂斯特·齐扎特（页面存档备份，存于）
- （法文） 托马斯·舍勒书店
- （英文） 《走下高台》, 作者：安娜·费利西斯·弗里德曼